# Jérôme Bel

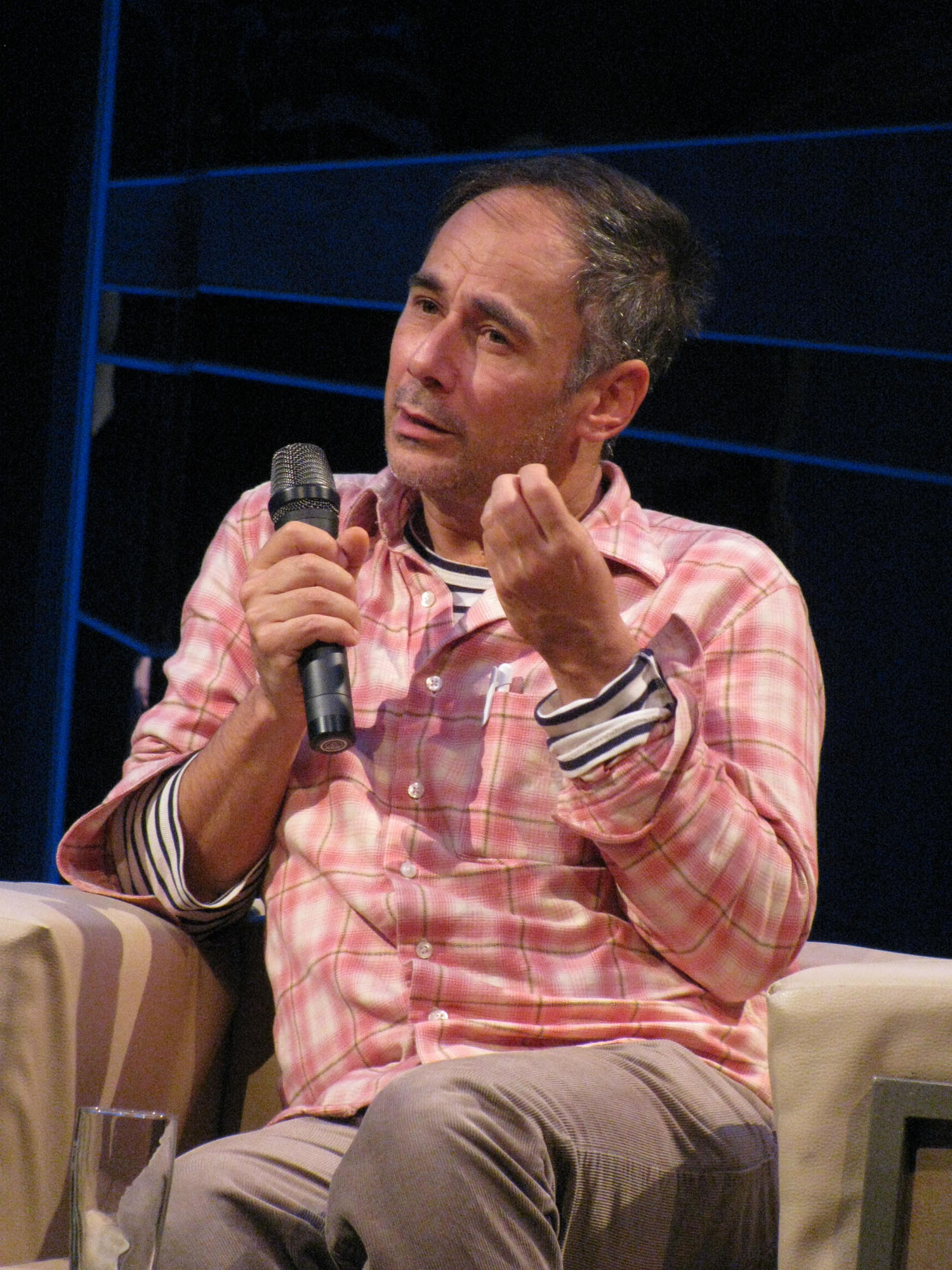
Jérôme Bel (2012)

Jérôme Bel (* 14. Oktober 1964 in Montpellier) ist ein französischer Choreograf und Tänzer. Er lebt in Paris und arbeitet als freischaffender Künstler weltweit. Seine Arbeiten sind regelmäßig im Programm bedeutender Festivals und Spielstätten in Europa zu sehen. Bel gilt als Vertreter des „Konzepttanzes“, der die Funktionsweisen der Bühnenkunst selbst zum Thema seiner Stücke macht.
2005 erhielt Bel den renommierten „Bessie Award“ für The show must go on (2001 in New York aufgeführt). 2008 wurde er von der Europäischen Kulturstiftung (ECF) zusammen mit dem thailändischen Tänzer Pichet Klunchun für das gemeinsame Stück Pichet Klunchun & myself (2005) mit dem niederländischen „Princess Margriet Award“ ausgezeichnet.

## Künstlerischer Werdegang
Bel studierte in den Jahren 1984 und 1985 Tanz am Centre National de Danse Contemporaine in Angers, Frankreich. Für die folgenden sechs Jahre tanzte er bis 1991 für verschiedene Choreografen in Frankreich und Italien, u. a. in Stücken von Angelin Preljocaj, Régis Obadia, Daniel Larrieu und Caterina Sagna. 1992 assistierte er dem Regisseur und Choreograf Philippe Découflé für die Zeremonien der XVI. Olympischen Winterspiele von 1992 in Albertville.
Im Jahr 1994 entwickelte Bel sein erstes eigenes Stück Nom donné par l’auteur, eine Choreografie für zehn Gegenstände und zwei Performer. Darauf folgten Jérôme Bel (1995), Shirtology (1997) und The last performance (1998). 2001 entstand die preisgekrönte Arbeit The show must go on für 20 Performer, 19 Pop-Songs und einem DJ. 2004 erarbeitete Bel The show must go on 2.
Die Darbietung Véronique Doisneau setzte 2004 den Beginn einer Performance-Serie, in der Bel das Leben ausgesuchter Künstlerpersönlichkeiten performativ dokumentiert und deren Erfahrungen und Fähigkeiten hinterfragt. Ursprünglich war Bel eingeladen, ein Stück für das Ballettensemble der Pariser Oper zu kreieren. Schließlich folgte man aber seinem Wunsch, ein Solo für Véronique Doisneau zu erarbeiten, eine Tänzerin des Corps de ballet. Für gewöhnlich verschwindet das Individuum hier in einer gleichgeschalteten Masse, während die Aufmerksamkeit des Publikums auf die Solisten gerichtet ist. Im bewussten Gegensatz dazu porträtiert Bel die Tänzerin in einem 30-minütigen Solo, das ihren Namen trägt. Die 41-Jährige steht zum Zeitpunkt der Stückentwicklung kurz vor dem Ruhestand. Weitere theatral inszenierte Biografien entstehen mit den Stücken Isabel Torres (2005), Pichet Klunchun and myself (2005), Lutz Förster (2009) und Cédric Andrieux (2009).
Ebenfalls 2009 erarbeitete Bel A spectator. In einem einstündigen Monolog, den er selbst aufführt, reflektiert er verschiedene Erfahrungen, die er selbst als „normaler Zuschauer“ gemacht hat. Im Jahr 2010 kreierte Bel gemeinsam mit der belgischen Choreografin Anne Teresa De Keersmaeker das Stück 3 Abschied zur Musik von Das Lied von der Erde – im Original von Gustav Mahler, hier in der Version von Arnold Schönberg und Rainer Riehn. 2012 folgt Bels Arbeit Disabled Theatre mit behinderten Schauspielern des Ensembles von Theater HORA, das – ähnlich seiner Serie dokumentarischer Solos – die Künstlerpersönlichkeiten selbst darstellt. In Deutschland feierte das Stück bei der Ruhrtriennale Premiere. Danach war es u. a. bei der dOCUMENTA (13) in Kassel sowie bei der Neueröffnung des Hebbel am Ufer zur Spielzeit 2012/13 in Berlin zu sehen.
Filmaufnahmen von Bels Stücken werden auf verschiedenen Kunstbiennalen, u. a. in Lyon, Porto Alegre und Tirana, sowie in Museen gezeigt, z. B. im Centre Georges Pompidou in Paris und Metz, in der Hayward Gallery und der Tate Gallery of Modern Art in London, sowie im Museum of Modern Art (MOMA) in New York.

## Stil
Bels choreografische Arbeiten brechen in der Regel mit den Konventionen der Theater- und Tanzkunst. Er entzieht der traditionellen Bühnenkunst ihre konstitutiven Elemente. In Bels Stücken wird keine Illusion kreiert, es gibt kein „So-tun-als-ob“. Seine Schauspieler „spielen“ nicht. Seine Tänzer „tanzen“ nicht, zumindest nicht virtuos. Dementsprechend nutzt er Licht, Musik oder Requisiten auch nicht, um Effekte herzustellen, die den Zuschauer in eine andere Welt eintauchen lassen. Indem Bel tradierte Ausdrucksmittel ausspart, „in Verlängerung zur Tanzavantgarde der 1960er Jahre“, wird es möglich, die Entstehungsbedingungen der darstellenden Künste zu hinterfragen.
Theoretisch folgt Bel damit zentralen Ideen im Dekonstruktivismus und Poststrukturalismus. Entsprechend verortet er sich bei französischen Philosophen der Spät- bzw. Postmoderne wie Guy Debord, Roland Barthes, Jacques Derrida und Michel Foucault. Die Abwendung vom Spektakel spielt eine zentrale Rolle (vgl. Guy Debord: Die Gesellschaft des Spektakels). Bel stellt sich gegen das „Repräsentationstheater“, in dem unmittelbare Erfahrungen durch Zeichen ersetzt werden und so eine Scheinwelt fernab der Realität geschaffen wird. Bels Arbeiten unterlaufen die tradierte Rollenverteilung des Darstellers auf der Bühne gegenüber dem Zuschauer vor der Bühne. Beispielsweise stellt Bel die übliche Erwartung des Zuschauers, „etwas geboten zu bekommen“, in seinen Stücken oft bloß. Sabina Huschka schreibt zum Beispiel über die Darbietung The show must go on (2001):
„Konsequent spiegelt Bel dem Zuschauer die Tatsache vor, dass er im Theater sitzt, um Tanz zu sehen, der indessen nie richtig stattfindet, obwohl ständig Musik ertönt. Denn es tanzt niemand zu ihr […]. Wenn die Tänzer sich bewegen, haftet ihnen nichts Virtuoses an. Allzu alltäglich repräsentieren sie in ihren Körperhaltungen noch nicht einmal Tänzer. Im Grunde erscheinen sie als den Zuschauern ungemein ähnlich.“
Bel geht es darum, das „Spektakel“ im Theater zu zerstören. Die Dominanz, die Verführungsmacht, die von ihm ausgehe, sei unerträglich.

## Rezeption
Bel ist einer der vieldiskutierten Choreografen der Gegenwart. Manche Kritiker stellen in Frage, ob man ihn tatsächlich als Choreografen bezeichnen kann, mit der Begründung, er zeige Tanz nicht „tanzend“, vielmehr stünden theaterästhetische Fragen und das Verständnis von Tanz in unserer Kultur im Vordergrund. Anderen gilt er als der „radikalste und bedeutendste“ Choreograf der jungen Generation, als „Star unter den französischen Konzeptchoreografen“. Bel „sei der einzige zu Recht weltberühmte Choreograf“ im Konzepttanz, schreibt die FAZ in Anbetracht der Aufführung von Disabled Theatre auf dem Festival d’Avignon 2012. Er helfe, die Bedingungen des Theaters besser zu verstehen, was für Kunst und Publikum gleichermaßen befreiend sei. Im Gegensatz dazu stehen kritische Stimmen, vor allem von „konservativeren Beobachtern“, denen Bels Stücke, zum Beispiel Veronique Doisneau zur Eröffnungsgala der Pariser Oper 2004, oberflächlich erscheinen, „von geringem Interesse und flüchtiger Wirkung“ seien und in der Ausführung „sehr zu wünschen übrig“ ließen. Die Uraufführung von The show must go on führte zu einem „Eklat“ am Hamburger Schauspielhaus, wo das Stück 2000 die erste Saison des neuen Intendanten Tom Stromberg eröffnete. Es gab Zwischenrufe bis hin zu „rüden Pöbeleien“ seitens der Zuschauer, einige forderten das Eintrittsgeld zurück.
2005 erhielt Bel den renommierten New Yorker „Bessie Award für innovative Leistungen in Tanz und Performance“ für The show must go on (2001), ein Stück, das zwischen 2000 und 2005 zum Repertoire des Hamburger Schauspielhauses gehörte. Das Ballett der Oper Lyon nahm das Stück 2007 ebenfalls auf, hier wird es noch bis 2014 gezeigt. Die Europäische Kulturstiftung (ECF) zeichnete Bel 2008 zusammen mit dem thailändischen Tänzer Pichet Klunchun für das gemeinsame Stück Pichet Klunchun & myself (2005) mit dem auf 20.000 Euro dotierten niederländischen „Princess Margriet Award“ aus. Im Mai 2013 wurde „Disabled Theatre“ (2012) als eine von zehn Produktionen zum Berliner Theatertreffen eingeladen. Anlässlich der Einladung des auch in der Jury sehr umstrittenen Stücks fand im Rahmen des Theatertreffens ein Symposium mit dem Titel „Behinderte auf der Bühne – Künstler oder Exponate?“ statt.

## Finanzierung
Die Organisation „Association RB Jérôme Bel“ in Paris produziert Bels Arbeiten im Zusammenschluss mit wechselnden Koproduzenten. Einige Veranstalter finanzieren Bel auf regelmäßiger Basis, andere leisten je nach aktueller Produktion Unterstützung. Das französische Ministerium für Kultur und Kommunikation sowie das Auswärtige Amt in Frankreich unterstützen die internationalen Aufführungen seiner Werke.
Im deutschsprachigen Raum wurden und werden Bels Stücke u. a. von der Kulturstiftung des Bundes, Hebbel am Ufer (Berlin), Senatsverwaltung für Wissenschaft, Forschung und Kultur (Berlin), TanzWerkstatt Berlin, dem Europäischen Zentrum der Künste Hellerau (Dresden), Theater an der Wien (Wien) und den Internationalen Tanzwochen/ImPulsTanz (Wien) koproduziert.

## Werke
- 1994 Name given by the author
- 1995 Jérôme Bel
- 1997 Shirtology
- 1998 The Last Performance
- 2000 Xavier le Roy
- 2001 The Show Must Go On
- 2004 The Last Performance (A Lecture)
- 2004 Véronique Doisneau
- 2004 The Show Must Go On 2
- 2005 Pichet Klunchun & Myself
- 2005 Isabel Torres
- 2005 Véronique Doisneau (2004) – Film
- 2009 Lutz Förster
- 2009 Cédric Andrieux
- 2010 3abschied
- 2012 Disabled Theater
- 2015 Gala
- 2016 Tombe
- 2017 Posé arabesque, temps lié en arrière, marche, marche...
- 2018 Dancing as if Nobody Is Watching
- 2018 Lecture on Nothing
- 2019 Retrospective
- 2019 Isadora Duncan
- 2020 Dances for an Actress (Valérie Dréville)
- 2020 Xiao Ke
- 2020 Laura Pante
- 2021 Dances for Wu-Kang Chen
- 2021 Dances for an Actress (Jolente de Keersmaeker)
- 2021 Jérôme Bel